# Santa Rosa del Aguaray
Santa Rosa del Aguaray è un centro abitato del Paraguay, situato nel dipartimento di San Pedro, a 330 km dalla capitale del paese Asunción; la località forma uno dei 19 distretti del dipartimento.

## Popolazione
Al censimento del 2002 Santa Rosa del Aguaray contava una popolazione urbana di 1.412 abitanti (20.473 nell'intero distretto).

## Caratteristiche
Elevata al rango di distretto il 6 giugno 2002, separando il proprio territorio dal distretto di Nueva Germania, Santa Rosa del Aguaray è un centro di produzione agricola di sussistenza; solo le colonie mennonite presenti nel luogo hanno avviato qualche attività semi-industriale.